# Luxembourg aux Jeux olympiques d'été de 1988
Le Luxembourg  participe aux Jeux olympiques d'été de 1988 à Séoul du 17 septembre au 2 octobre 1988. Il s'agit de sa 17e participation à des Jeux olympiques d'été.

## Athlétisme
Le Luxembourg aligne trois participants aux épreuves d'athlétisme.

## Natation
Un nageur et une nageuse luxembourgeois participent aux Jeux olympiques.

## Tir
Le Luxembourg est représenté dans les compétitions de tir par deux athlètes.

## Tir à l'arc
Le Luxembourg est représenté dans les compétitions de tir à l'arc par une sportive.